# 三遠トンネル
三遠トンネル（さんえんトンネル）は、愛知県新城市から静岡県浜松市浜名区引佐町へ至る三遠南信自動車道のトンネルである。

## 概要
愛知県新城市の鳳来峡ICから静岡県浜松市浜名区引佐町の渋川寺野ICの間に位置するトンネルである。三遠道路の区間の東栄IC - 浜松いなさJCT間は険しい山岳地帯に位置するため距離の長いトンネルが多い。周辺には鳳来峡などの観光地もあったりする。なお本来は、2007年（平成19年）度に開通する予定であったが、険しい地形などが原因で難工事となり、5年遅れの2012年（平成24年）の新東名高速道路の御殿場JCT - 浜松いなさJCT間の開通前の3月4日に開通した。

## 隣
E69 三遠南信自動車道
鳳来峡IC - 三遠TN - 渋川寺野IC